# Precision Air
Precision Air is een Tanzaniaanse luchtvaartmaatschappij met haar thuisbasis in Dar es Salaam.

## Geschiedenis
Precision Air is opgericht in 1991 als Precision Air Services. In 1997 werd de naam gewijzigd in Precision Air. In 2003 werd 49% overgenomen door Kenya Airways. De andere grote aandeelhouder is de oprichter van de luchtvaartmaatschappij Michael Shirima.

## Diensten
Precision Air voert lijnvluchten uit naar (januari 2018):

### Binnenland
- Arusha, Bukoba, Dar es Salaam, Kahama, Kilimanjaro,  Kigoma,  Mtwara, Musoma,  Mwanza, Seronera, Tabora, Zanzibar

### Buitenland
- Entebbe (Oeganda), Nairobi (Kenia)

## Vloot
De vloot van Precision Air bestaat per januari 2018 uit:
- 5 ATR 72-500
- 3 ATR 42-500
- 1 ATR 42-600

## Ongeval
Op 6 november 2022 stortte Precision Air-vlucht 494, een ATR 42-500 met 43 inzittenden onderweg van Dar es Salaam naar Bukoba, vlak voor de landing in Bukoba in het Victoriameer. Negentien inzittenden kwamen om het leven.